# Roemenië op het Eurovisiesongfestival 2022

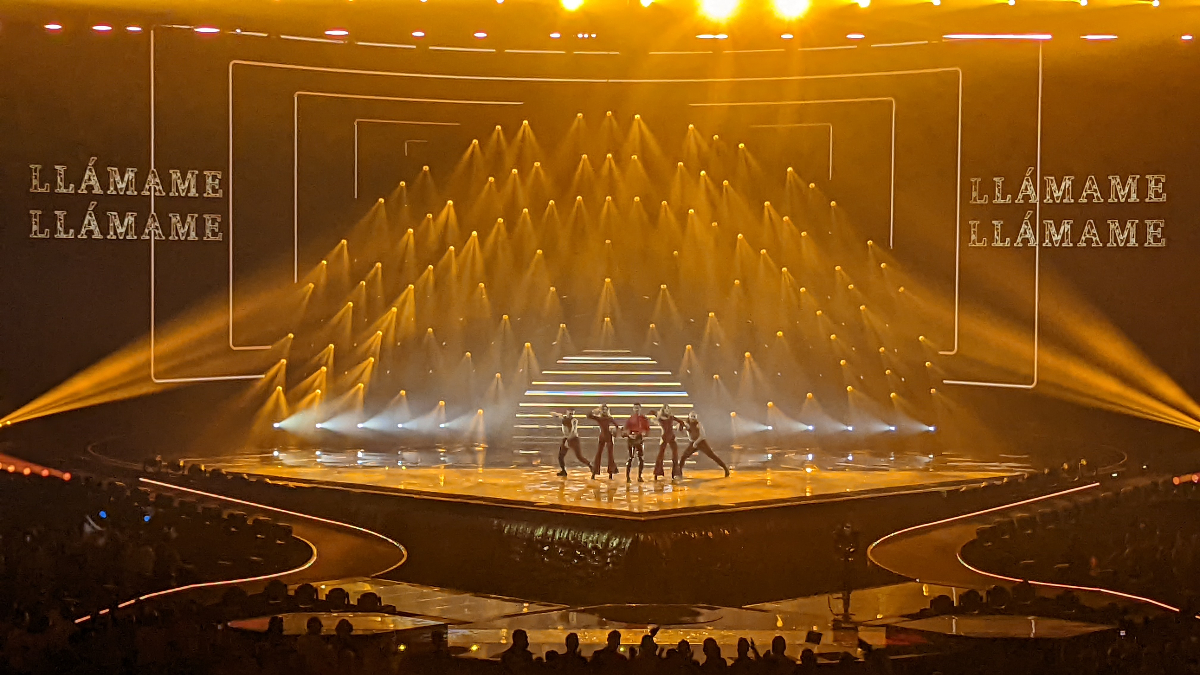
Wrs tijdens de tweede halve finale.

Roemenië nam deel aan het Eurovisiesongfestival 2022 in Turijn, Italië. Het was de 22ste deelname van het land aan het Eurovisiesongfestival. Televiziunea Română was verantwoordelijk voor de Roemeense bijdrage voor de editie van 2022.

## Selectieprocedure

### Selecția Națională 2022
Selecția Națională 2022 deed dienst als de nationale finale voor Roemenië. De selectie bestond uit 45 nummers, waarvan 20 nummers zich kwalificeerden voor de tweede ronde. In de tweede ronde werden de 10 finalisten gekozen. In de finale hadden vooral de jury's de meeste inspraak. 5/6 van de punten werd gegeven door hen. De televoting woog iets minder door (1/6). Uiteindelijk wist de zanger WRS de nationale finale te winnen. Het publiek koos in het voordeel van Dora Gaitanovici. Zij werd derde. 
| Plaats | Artiest                         | Lied          |
| ------ | ------------------------------- | ------------- |
| 1      | WRS                             | Llamame       |
| 2      | Kyrie Mendél                    | Hurricane     |
| 3      | Dora Gaitanovici                | Ana           |
| 4      | Gabriel Basco                   | One Night     |
| 5      | Vanu                            | Never Give Up |
| 6      | Petra                           | Ireligios     |
| 7      | Alex Parker and Bastien         | All This Love |
| 8      | Cream, Minodora and Diana Bucșa | România mea   |
| 9      | Andrei Petruș                   | Take Me       |
| 10     | Moise                           | Guilty        |

## In Turijn
WRS trad aan in de tweede halve finale, als tweede kandidaat. Hij stootte door naar de grote finale op 14 mei 2022. Daar werd hij 18de met 65 punten. 53 punten waren afkomstig van de televoting. 12 punten kwamen van de professionele jury's. 
1994 · 1995-1997 · 1998 · 1999 · 2000 · 2001 · 2002 · 2003 · 2004 · 2005 · 2006 · 2007 · 2008 · 2009 · 2010 · 2011 · 2012 · 2013 · 2014 · 2015 · 2016 · 2017 · 2018 · 2019 · 2020 · 2021 · 2022 · 2023 · 2024-2025
Albanië · Armenië · Australië · Azerbeidzjan · België · Bulgarije · Cyprus · Denemarken · Duitsland · Estland · Finland · Frankrijk · Georgië · Griekenland · Ierland · IJsland · Israël · Italië · Kroatië · Letland · Litouwen · Malta · Moldavië · Montenegro · Nederland · Noord-Macedonië · Noorwegen · Oekraïne · Oostenrijk · Polen · Portugal · Roemenië · San Marino · Servië · Slovenië · Spanje · Tsjechië · Verenigd Koninkrijk · Zweden · Zwitserland